# Chola boliviana

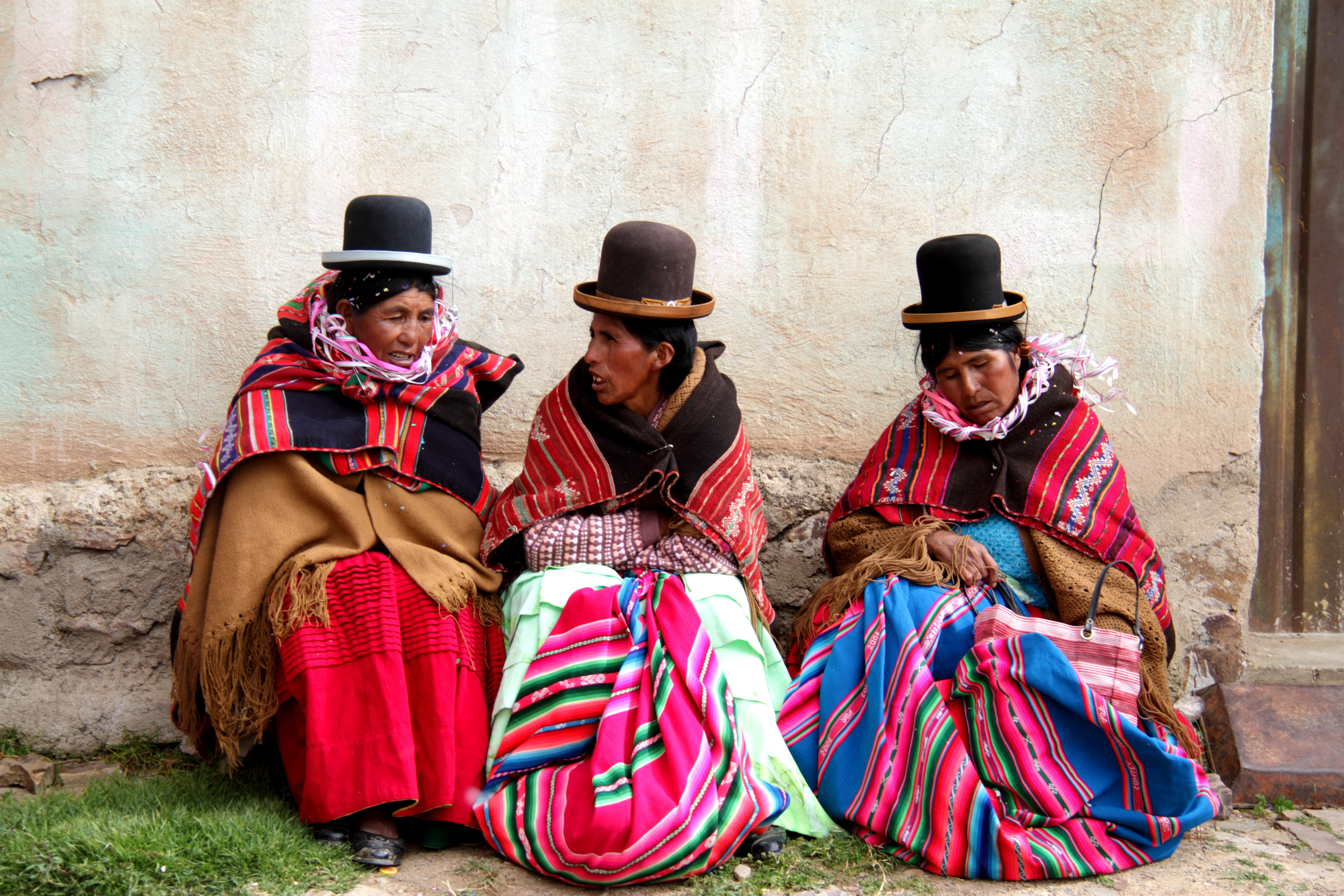
Grupo de cholas bolivianas durante uma festa rural

Na Bolívia, chola é uma denominação étnica referida a mulheres mestiças. O termo aplica-se de maneira contemporânea àquelas que utilizam vestimentas tradicionais estabelecidas durante o processo inicial de mestiçagem no atual território boliviano, e também se estende à outras mulheres mestiças e indígenas

## Etimologia
Com a mesma conotação e caracterização da palavra cholo, a designação chola refere-se às mulheres que correspondem à classificação dos mestiços segundo o sistema colonial de castas e às mulheres indígenas, em sua maioria aimará ou quéchua.

## Características

Antecedentes históricos
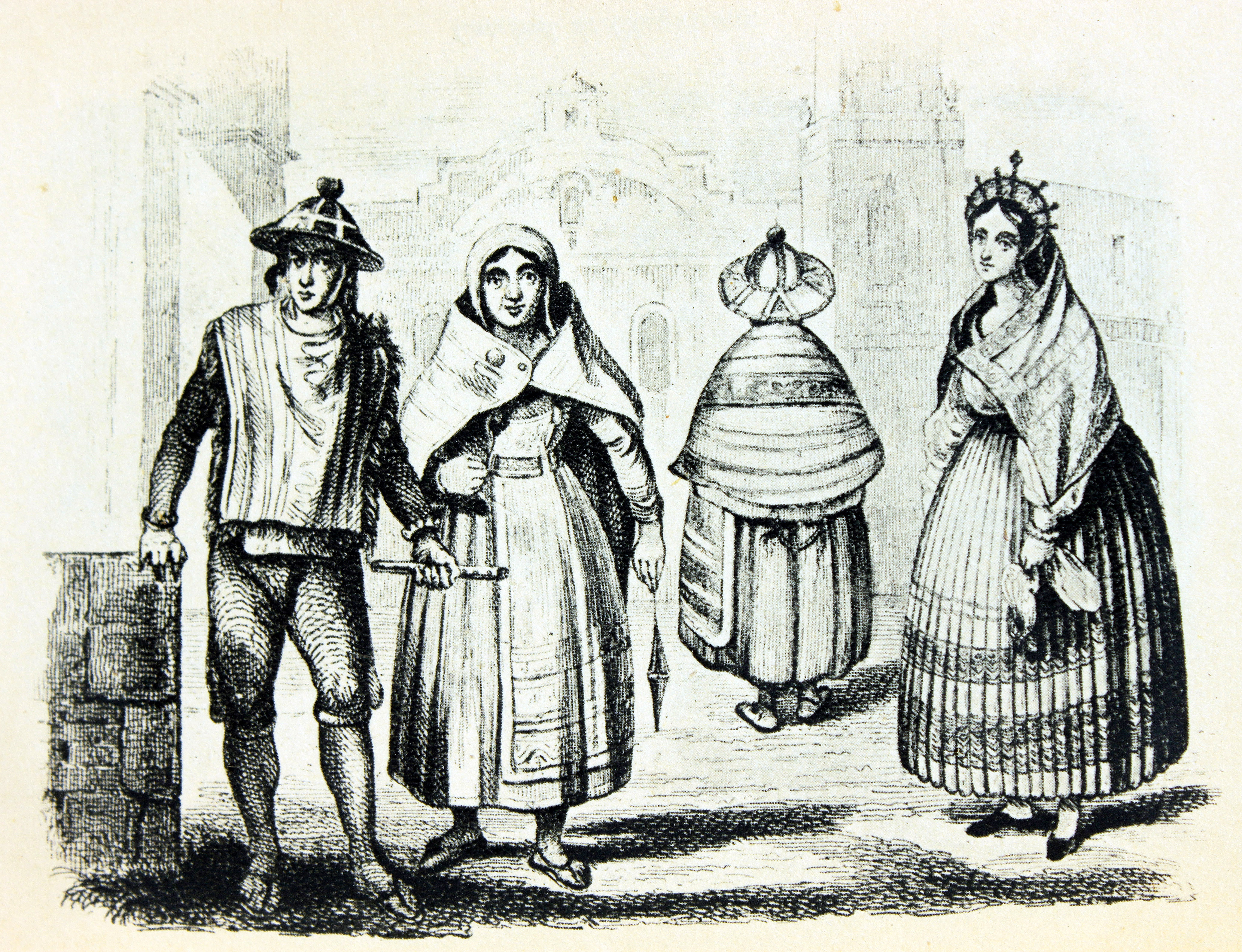
Trajes de Chuquisaca, no livro "Cidades antigas da América", 1842.
Indianer och cholos. Pelechuco. Bolivia. Imagem de Erland Nordenskiöld, 1904-1905.
Indianer, 1904. Museu Etnográfico de Estocolmo.
Quichuafamilj. Quichua. 1904-1905.
Chola cook, entre 1900 e1923. Biblioteca do Congresso dos Estados Unidos

## Trajes
O vestuário da chola na Bolívia é um amálgama de elementos impostos aos ameríndios pelo sistema colonial que limitava o uso de roupas identificadas como pertencentes às culturas dos Andes, além de elementos e materiais ressignificados. Após as proibições de se vestir no estilo de seu próprio povo, foi imposto um sistema de categorização de roupas atribuídas por região e casta. Assim, os aimaras, quéchuas e guaranis tiveram que abandonar suas próprias roupas e adotar as estabelecidas pelo regime colonial. Estas disposições significaram o florescimento comercial dos sistemas de obrajes na América, dado que os colonos foram forçados a adquirir as vestes definidas. Depois de diferentes processos culturais e sociais, essas peças de vestuário evoluíam e adquiriam novas características.
Atualmente, uma das características definidoras das mulheres auto-identificadas como cholas são seus  trajes, caracterizados pelos seguintes elementos:
- Chapéu. Nas diferentes regiões do país, as cholas bolivianas usam chapéus de asa curta ou média. Estes têm evoluindo e em alguns casos têm sido substituídos por gorros de lã, chapéus plásticos de asa larga ou boinas.[7]
- Blusa ou chaquetilla. As blusas ou chaquetillas das cholas em Bolívia mostram variações regionais e generacionales. Existem tecidos leves nos vales e tecidos mais pesados nas regiões do altiplano. A peça também apresenta variações de acordo com as circunstâncias, de modo que as blusas de uso diário costumam ser simples e as de festas costumam apresentar bordados e maior detalhe na confecção e nas cores. De acordo com o clima, podem  ser acompanhadas de chompas, sacos de lã, além da manta tradicional.
- Pollera. As saias de chola são chamadas ''polleras''. A identificação dessa peça com a chola é tal que o eufemismo "mulher de pollera" ou "senhora de pollera" é usada para se referir às cholas, evitando assim a conotação ainda predominante pejorativa e racista associada ao termo. Estas saias são caracterizadas por serem largas e plissadas, dependendo da região podem variar em comprimento, material e acessórios.[8] As partes principais da pollera são: presilla, paño, basta ou alforzas e trencilla.[9] Além disso, sob as saias pode-se usar anáguas, que também são chamadas manqanchas em algumas regiões da Bolívia. As anáguas podem ser várias e de diferentes cores dependendo da ocasião e o clima.
- Calçado. O calçado da chola pode incluir botas ou botinas com cordões, ''abarcas'' ou sandalias e sapatos de salto baixo dependendo da idade da portadora e da região. Também se utilizam meias de lã, polainas ou meias de nylon com ou sem desenhos.
- Manta. As mantas de chola levam detalhes de macramé e são usadas sobre os ombros, com frequência presas com prendedores. Os materiais e decorações variam, incluindo lã de vicunha, alpaca, tecidos sintéticos com desenhos estampados, tecidos lisos com bordados e de renda.
- Acessórios.
  - Faixa
  - Tullmas: laços tecidos de lã, fio ou fitas com as bordas enfeitadas com pedraria ou miçangas que unem as tranças.[10]
  - Joalheria: Dependendo da região e a classe social pode ser usual o uso de joias de prata, ouro, platina ou bijuterias. Em festas tradicionais e entradas folclóricas as cholas costumam levar acessórios em mantas e chapéu denominados topos,[11] bem como jogos de brincos e anéis.
  - Aguayo: Entre as cholas das culturas aimara e quechua é frequente o uso do ''aguayo'' como um acessório para o transporte de crianças, produtos e como ornamento.

Vestimenta contemporánea
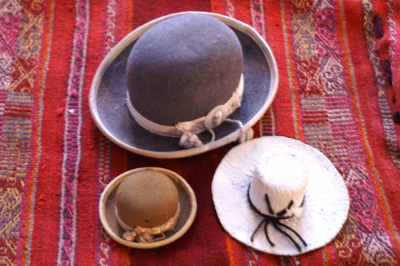
Chapéus de chola paceña e do vale
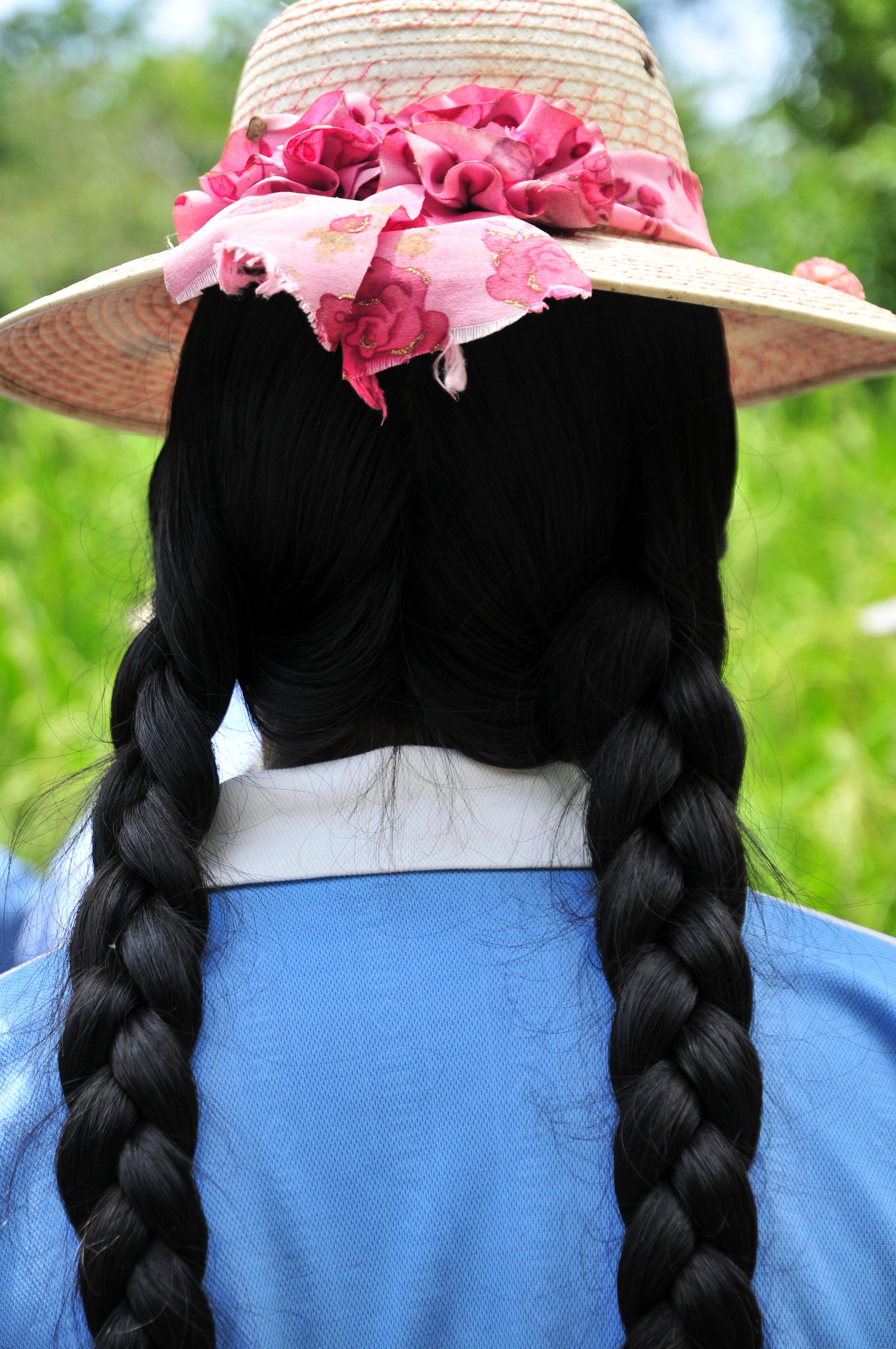
Tranças
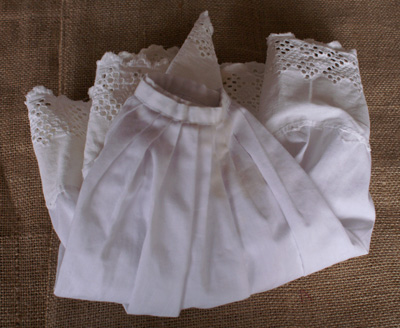
Manqanchas
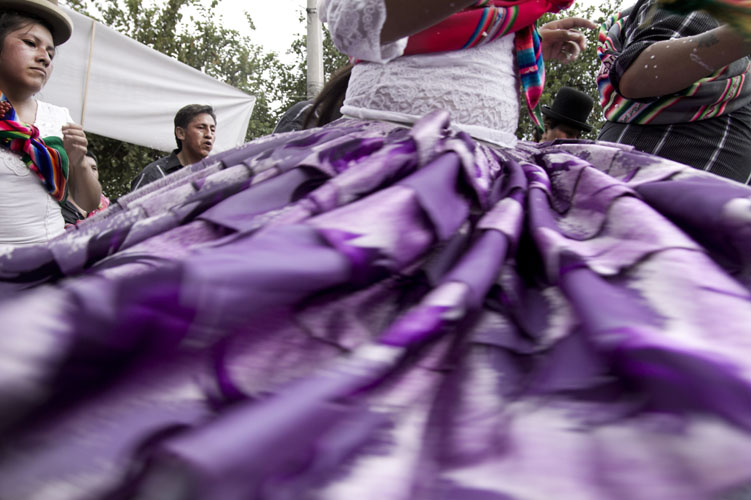
Pollera
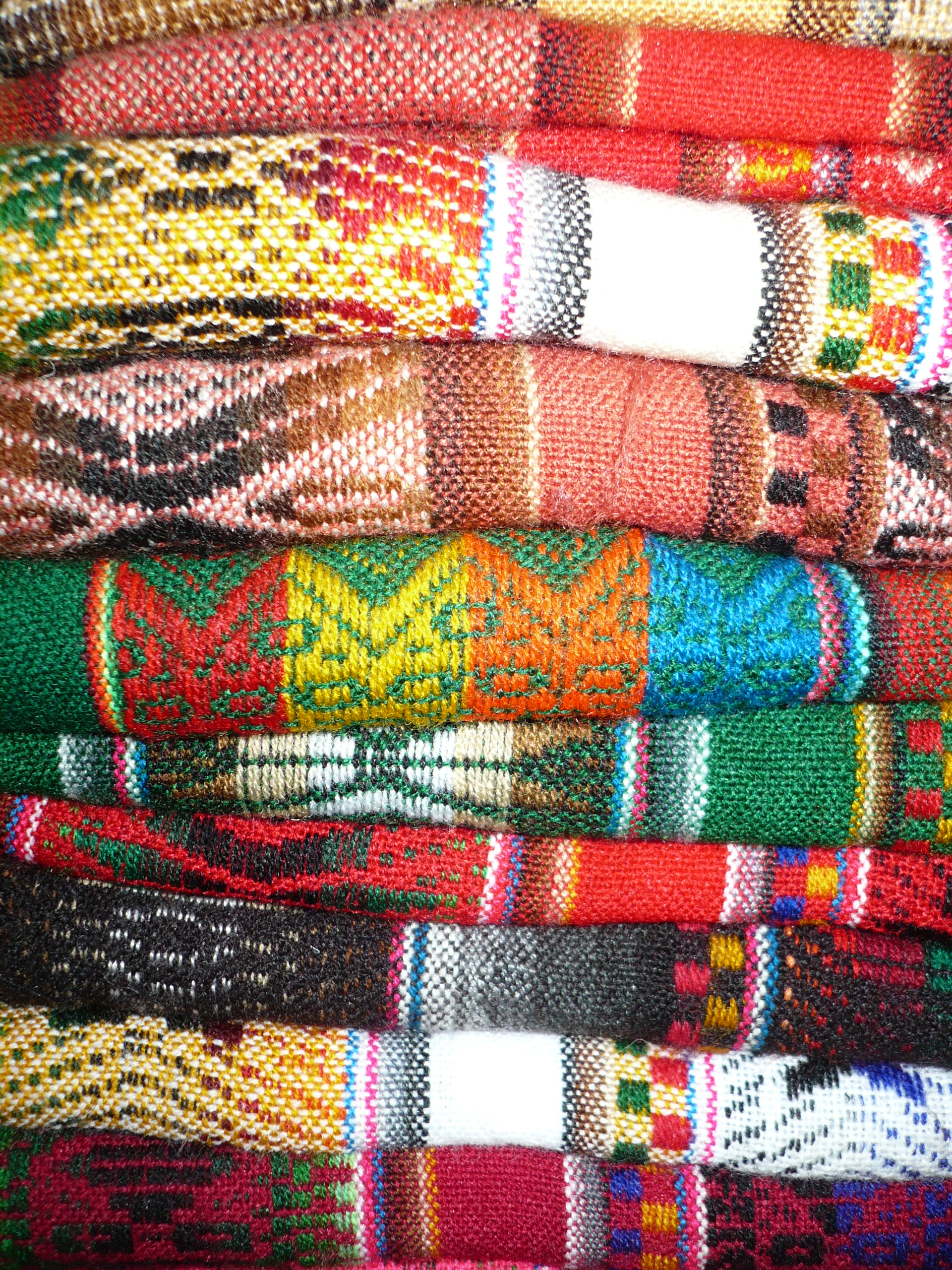
Aguayo

### Cuidados pessoais
O arranjo pessoal está caracterizado pelo penteado. As cholas bolivianas levam o cabelo recolhido em duas tranças unidas com tullmas geralmente acomodadas sobre as costas. É também comum que apliquem dentes de ouro e prata à dentadura.

## Variações regionais
De acordo com a região existem variações, algumas delas se refletem na vestimenta:

### Afro boliviana
A população afro boliviana, por seu contato com as culturas regionais, adotou e transformou algumas características da vestimenta das cholas, criando uma vestimenta característica que pode visualizar na região de Los Yungas.

### Chola cochabambina
Chama-se desta maneira  as mulheres que se vestem no estilo tradicional Chola e vivem no departamento de Cochabamba. As variações na vestimenta são:
- Chapéu. O tradicional chapéu de chola em Cochabamba é de copa alta ou média e de cor branca e faixa preta.[15] É tão característico do lugar que sua forma inspirou móveis urbanos e fontes decorativas em espaços públicos[16] Este chapéu é visto em mulheres adultas mais tradicionais, enquanto as mulheres mais jovens adotaram chapéus baixos, abas largas e materiais variados em cores claras.[17] Elas também podem dispensar a roupa.
- Blusa. A blusa é geralmente leve, ajustada à cintura e com decotes quadrados e mangas curtas e bufantes.[17] A renda é um detalhe frequente nessas blusas.
- Pollera. O comprimento da pollera chega até acima dos joelhos, que são plissados frequentemente e com dobras finas. Os tecidos predominantes são vistosos, leves e brilhantes.
- Calçado. O calçado usual são as sandalias com salto baixo ou sem ele.
- Manta. De tecido leve quando usado, as mulheres jovens dispensam ou substituem por casacos ou jaquetas curtas.

### Chola chuquisaqueña
Designa-se desta maneira às mulheres que se vestem à maneira tradicional da chola e habitam o departamento de Chuquisaca.
- Chapéu
- Blusa
- Pollera
- Calçado
- Manta
- Acessórios

### Chola paceña
Designa-se desta maneira às mulheres que se vestem à tradicional tradicional da chola e habitam o departamento de La Paz. Costumam ser aimarás ou mestiças e é comum que falem o idioma desta cultura. As características particulares em seu traje são:
- Chapéu. De tipo bombín, baixo, asa curta virada e fita para combinar com a cor do chapéu. O modelo costuma ser chamado de borsalino.[23]
- Blusa.
- Pollera. Longa e larga, difere entre as cholas da zona urbana e rural em materiais, texturas e cores.
- Calçado. Na área urbana, são utilizados calçados planos projetados especificamente para cholas, que podem ser usados diariamente ou como festas. Mulheres em áreas rurais podem usar chinelos.
- Manta. Mantas longas, grossas e quentes, com franjas largas tecidas em macramé, feitas de materiais variados e diferentes níveis de ornamentação de acordo com o uso. Na área rural, pode ser vista em combinação com a roupa lliclla de origem pré-hispânica.[24]
- Acessórios. Acessórios extravagantes de ouro, prata ou platina são usados para festividades e eventos sociais. São eles: brincos, buquês nos chapéus, anéis e topos, estes últimos de origem pré-hispânica.

### Chola potosina
Designa-se desta maneira às mulheres que se vestem à maneira tradicional da chola e habitam o departamento de Potosí. As características particulares em seus trajes são:
- Chapéu. O chapéu tem um copo alto e uma asa plana média com uma faixa escura, além de chapéus baixos com uma asa média e plana.

### Chola tarijeña
Designa-se, desta maneira, às mulheres que se vestem à maneira tradicional da chola e habitam o departamento de Tarija. As características particulares em seus trajes são:
- Chapéu. Chapéu de cor clara e copo baixo, asa curta e colocado inclinado em um dos lados.
- Blusa. Blusas leves de mangas curtas com pregas ornamentais, decotes quadrados e cores claras.
- Pollera. Curta, de cores claras e tecidos brilhantes.[25]
- Manta. Bordada, leve e colocada de lado.
- Acessórios. Elas geralmente adornam seus cabelos com uma flor na orelha do lado oposto da inclinação do chapéu.

Variações regionais
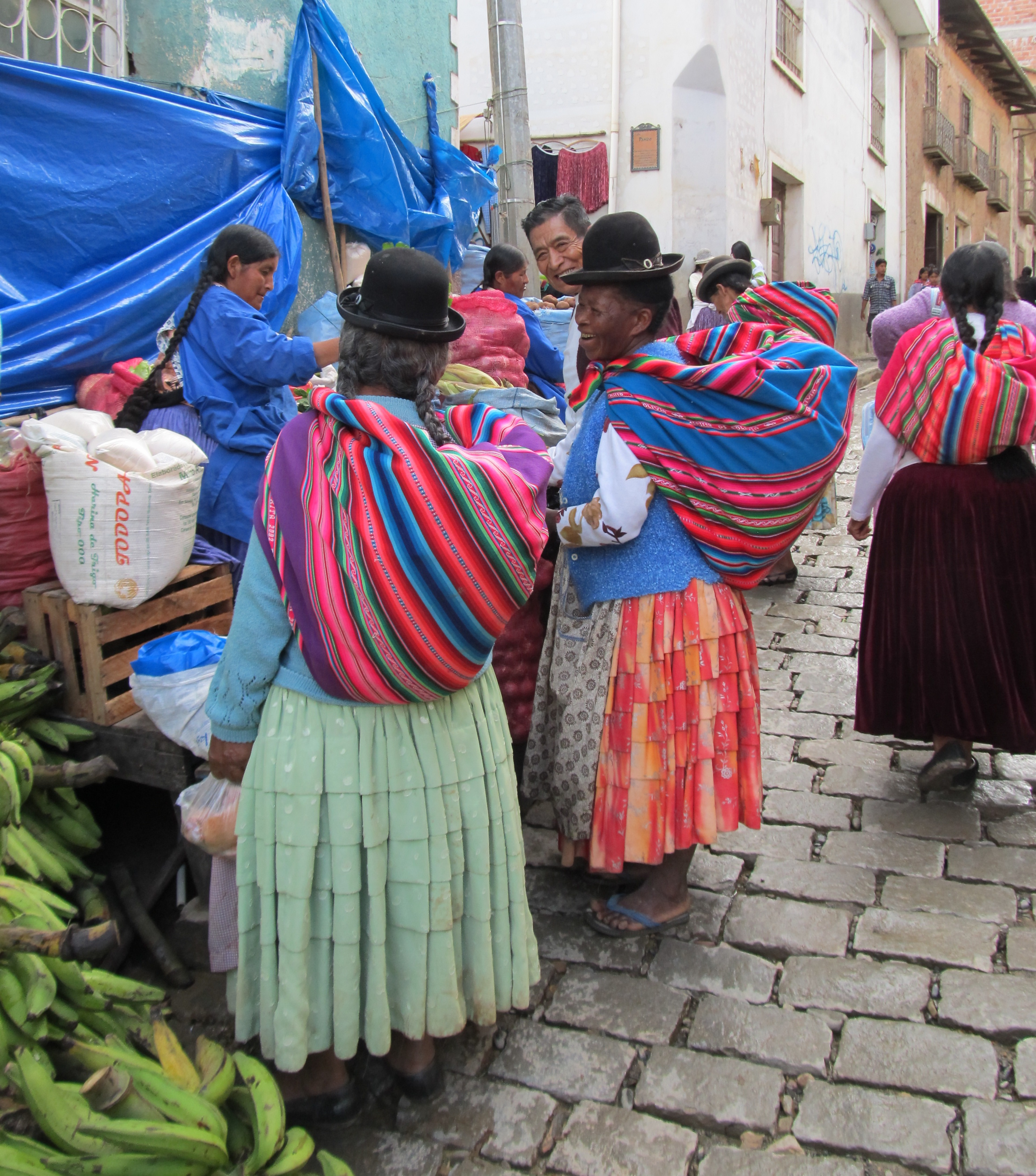
Afro-bolivianas
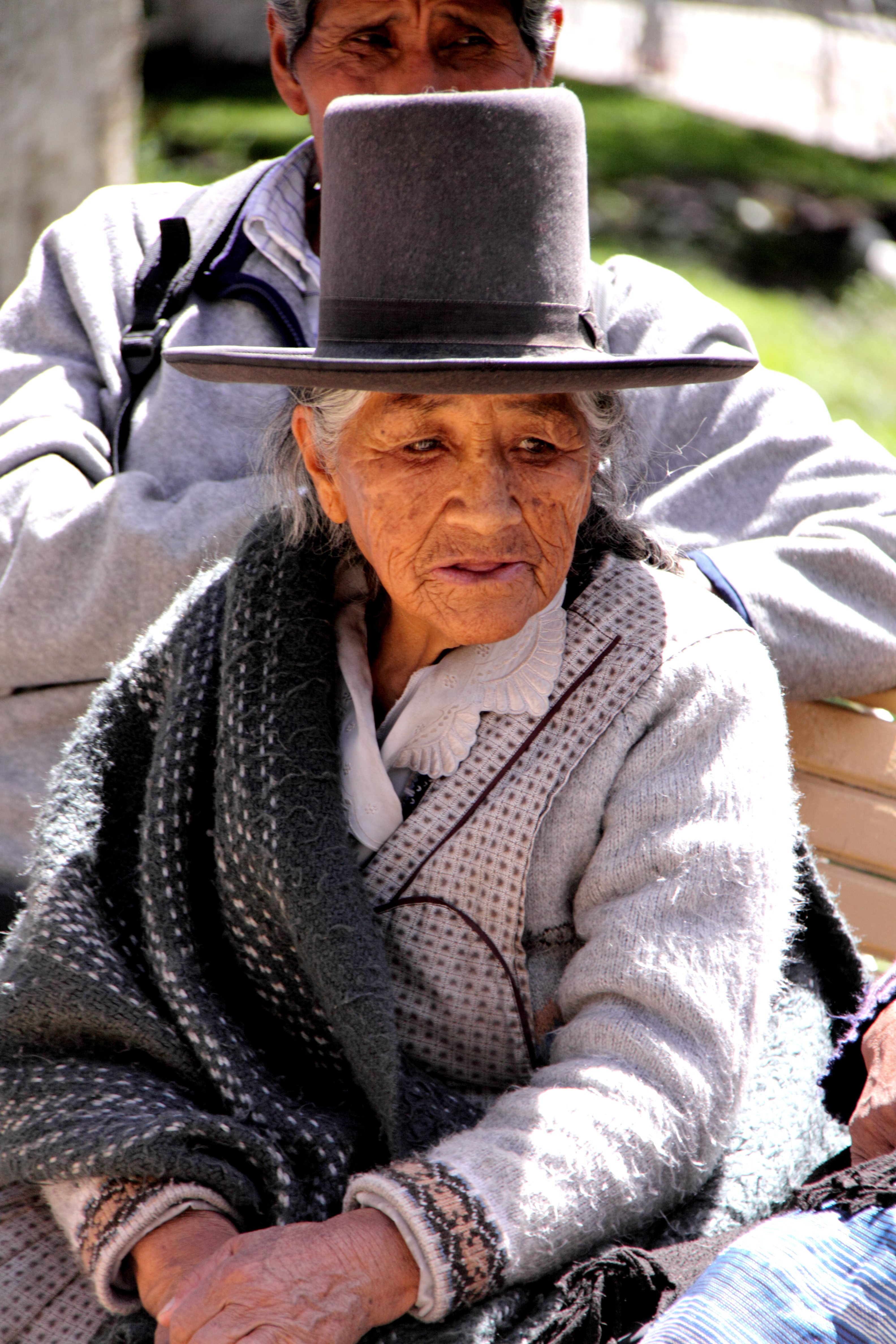
Chola potosina
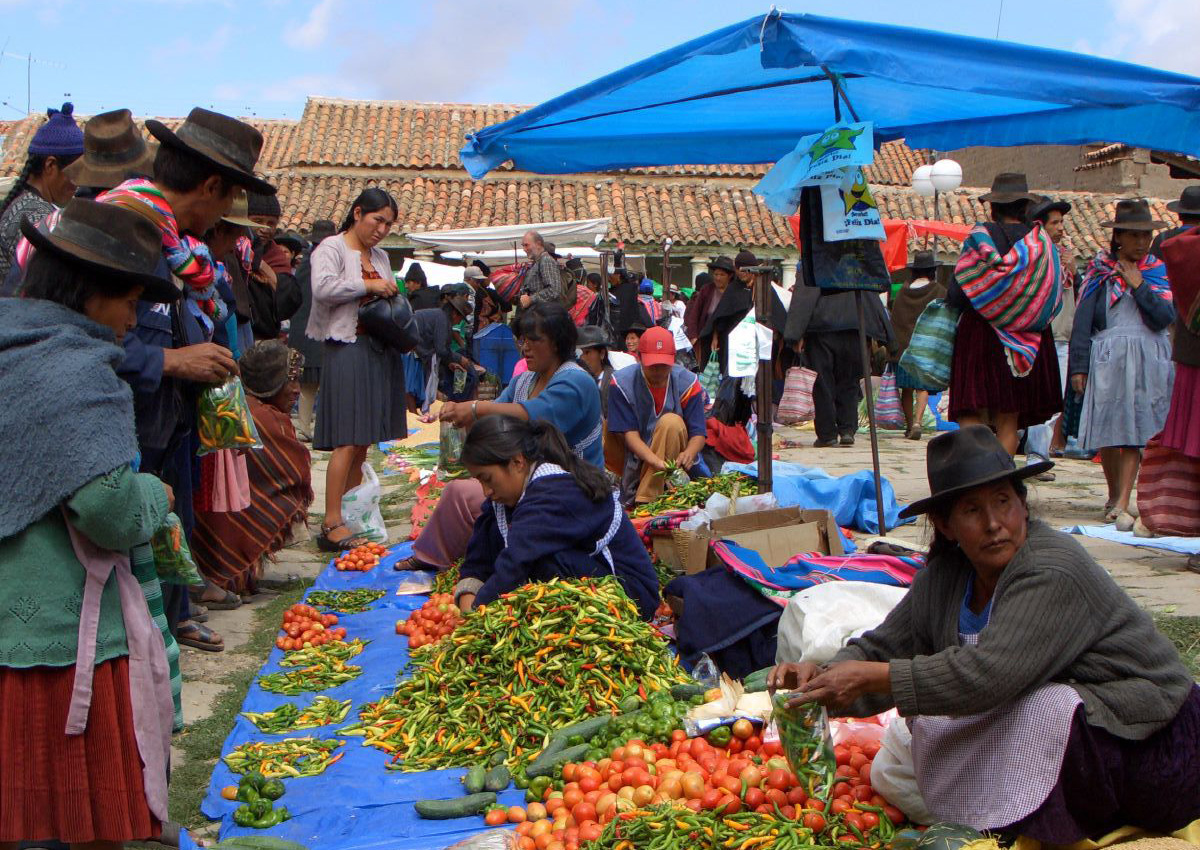
Cholas chuquisaqueñas em Tarabuco
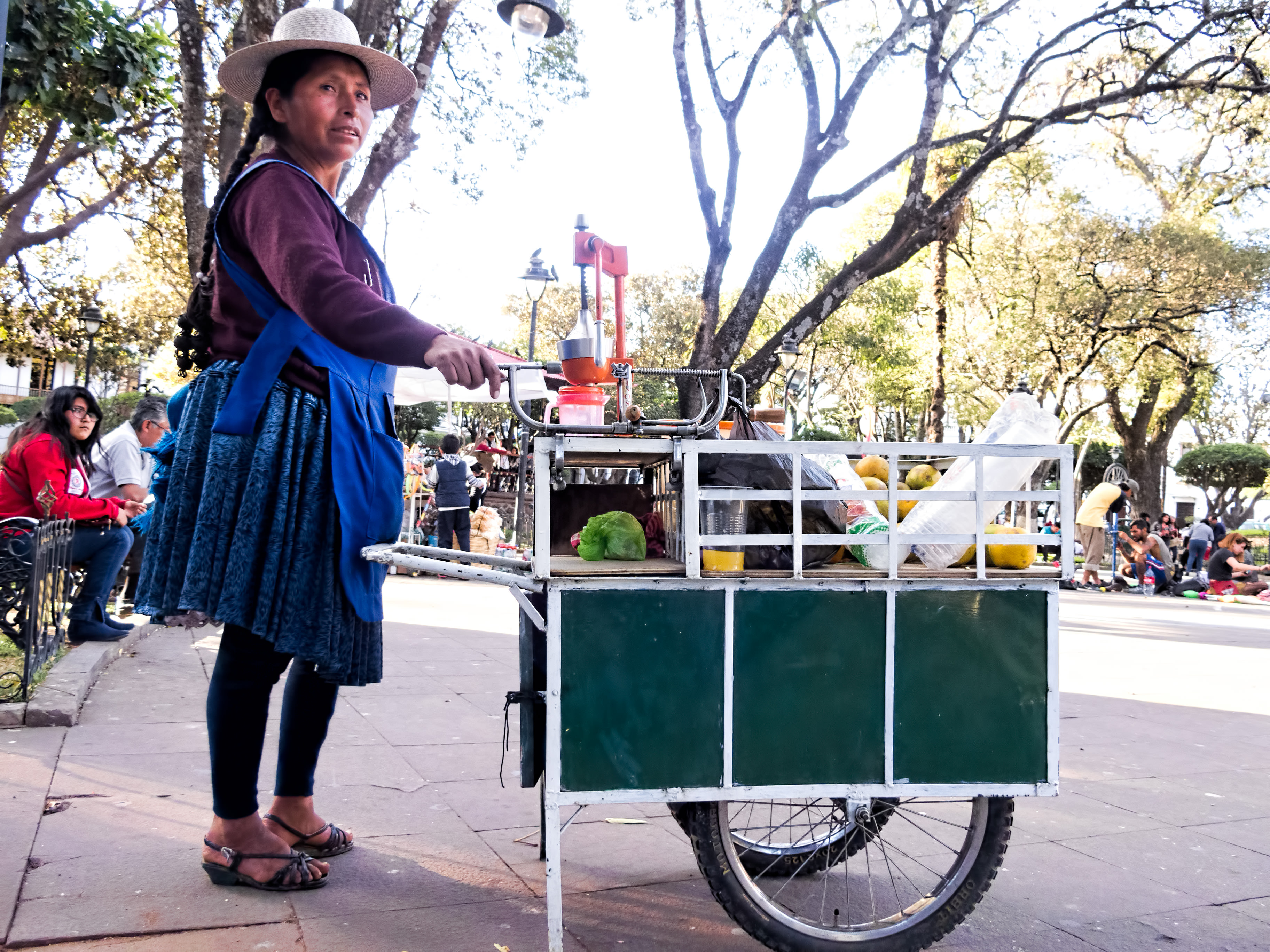
Chola chuquisaqueña em Sucre
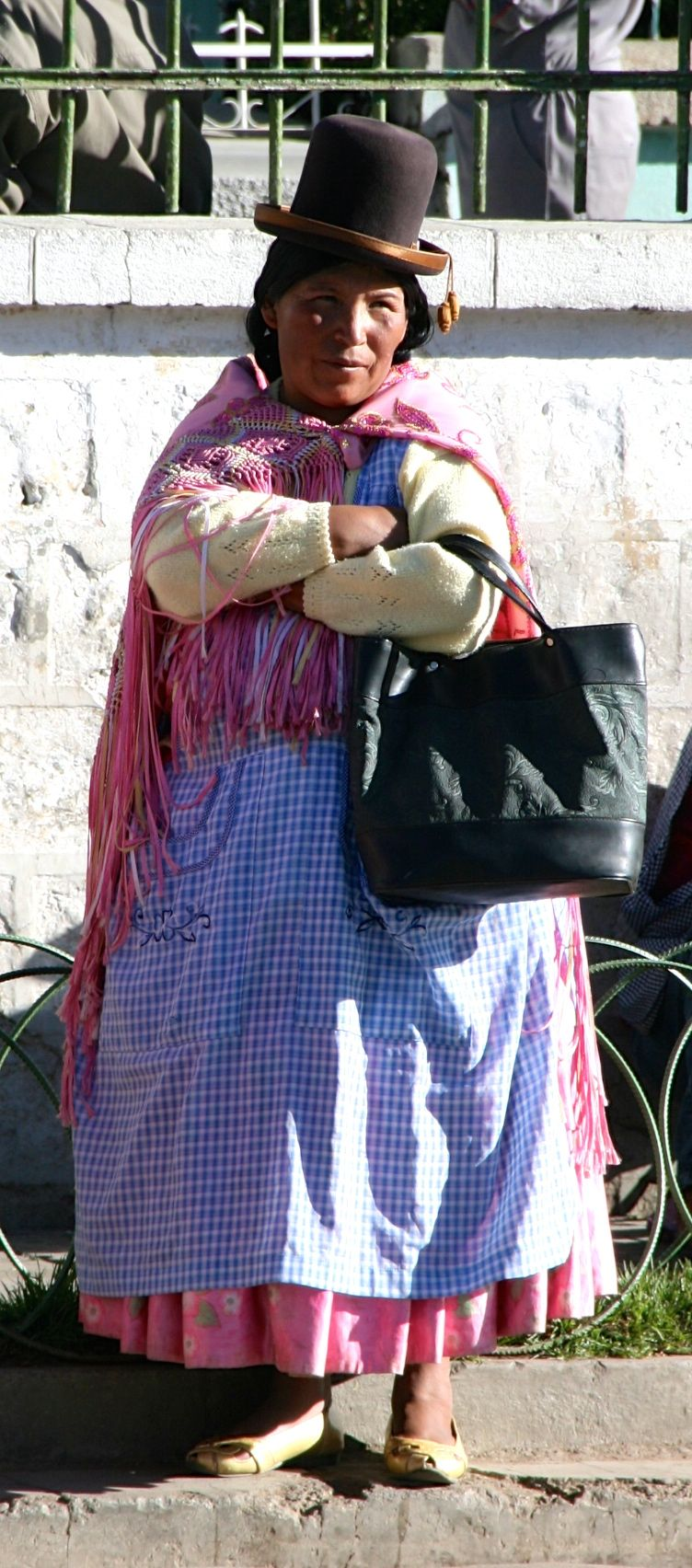
Chola paceña
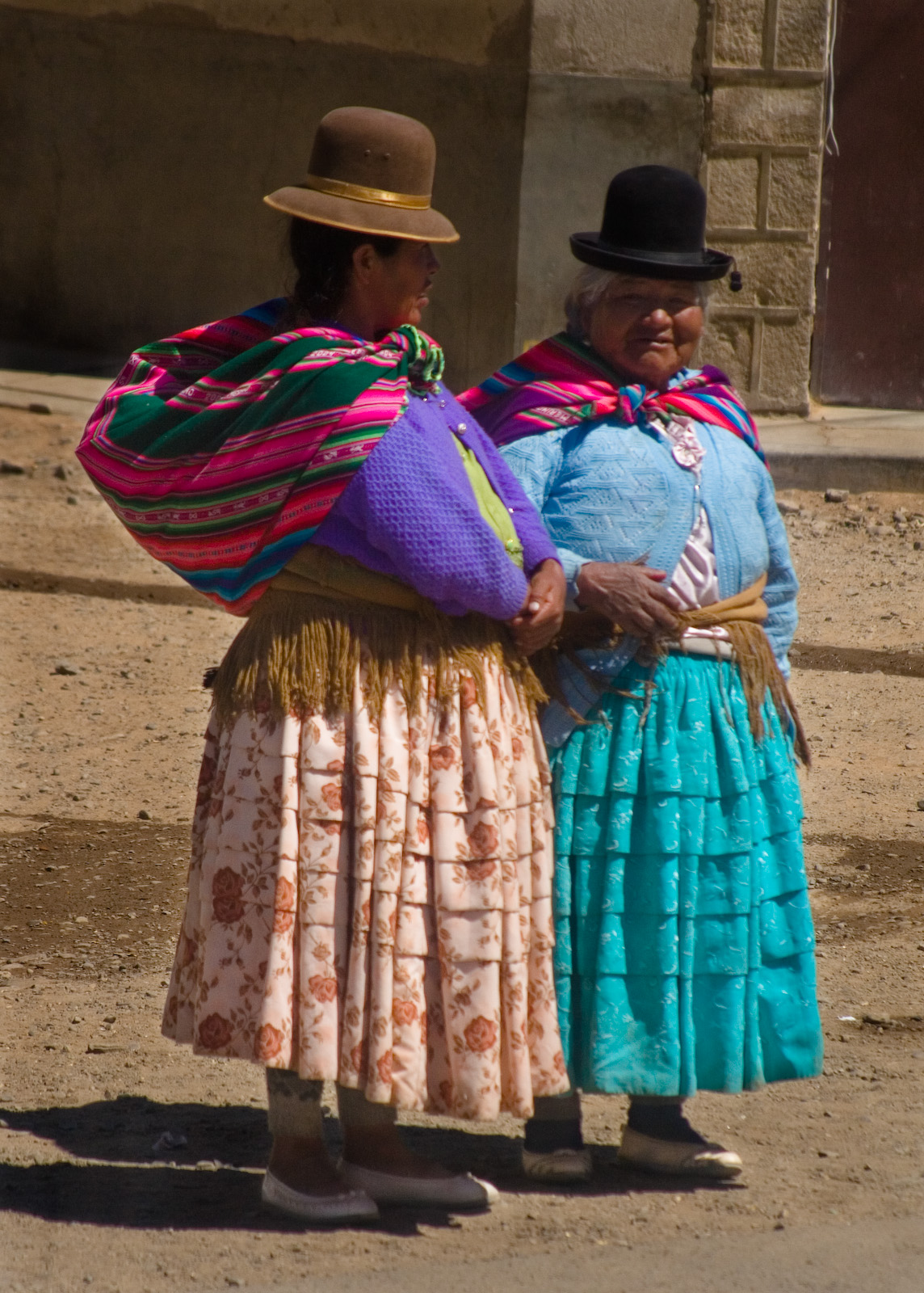
Cholas paceñas em El Alto
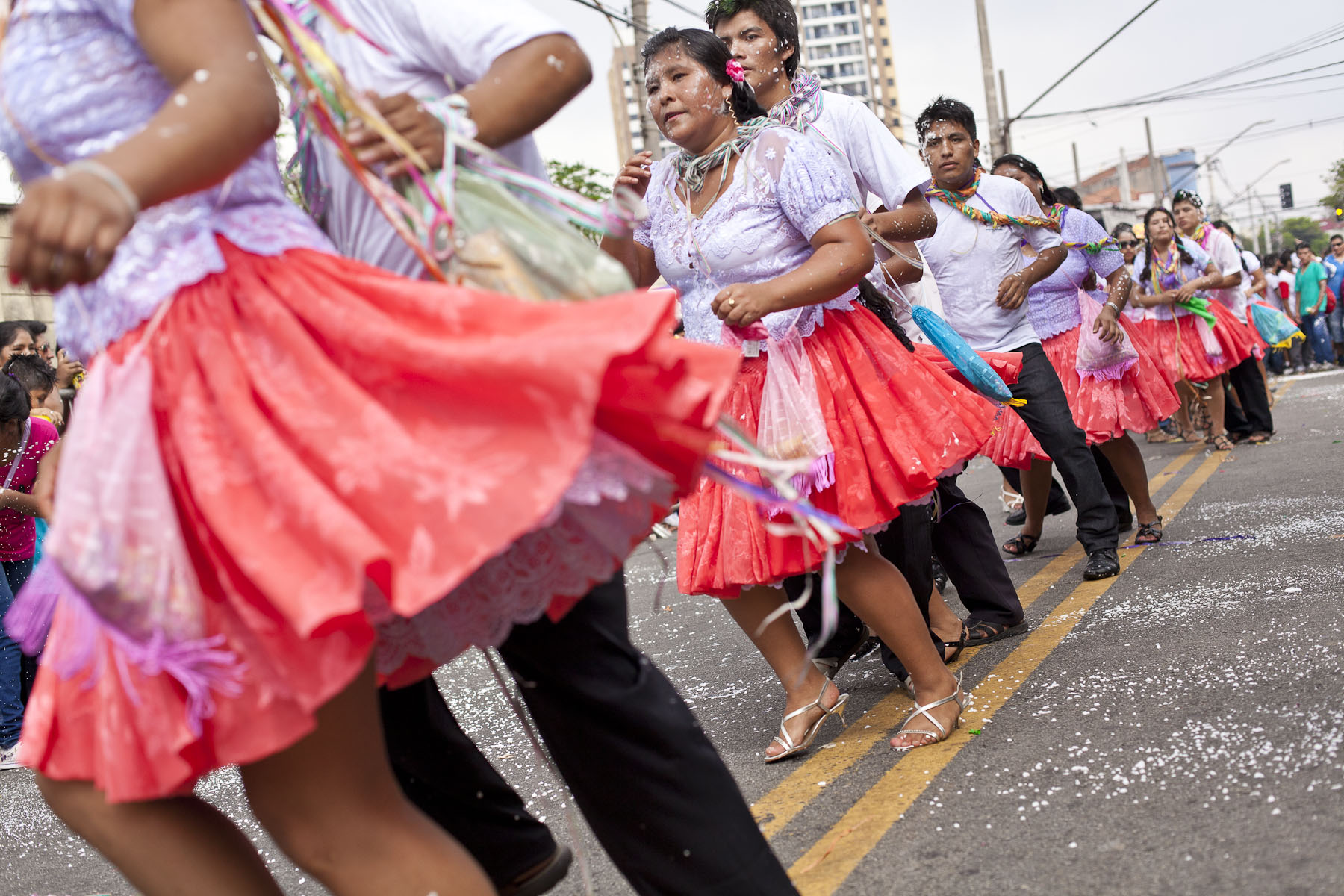
Cholas em São Paulo

## Reivindicações e importância histórica

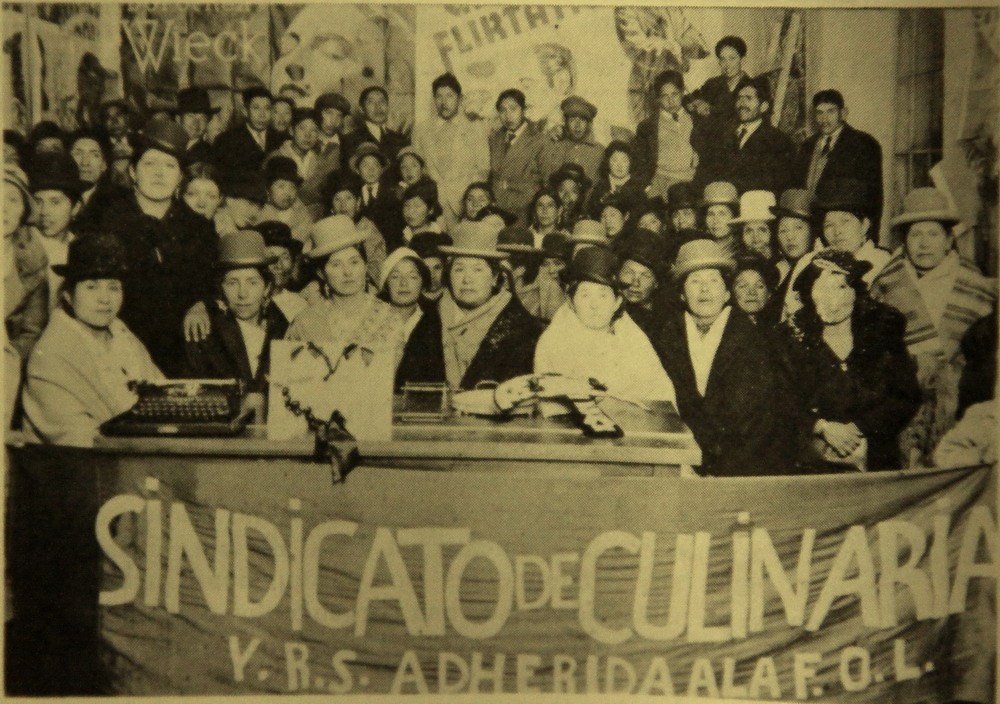
Sindicato de cozinheiras

As cholas bolivianas têm protagonizado de maneira coletiva ou individual constantes lutas sociais. Entre eles estão principalmente os relacionados ao trabalho e à igualdade de oportunidades. Uma organização importante nesse processo foi o Sindicato de cozinheiras, liderado na época por Petronila Infantes. Este sindicato foi precursor de organizações contemporâneas como a Federação Nacional de Trabalhadoras do Lar de Bolívia.

## Personalidades

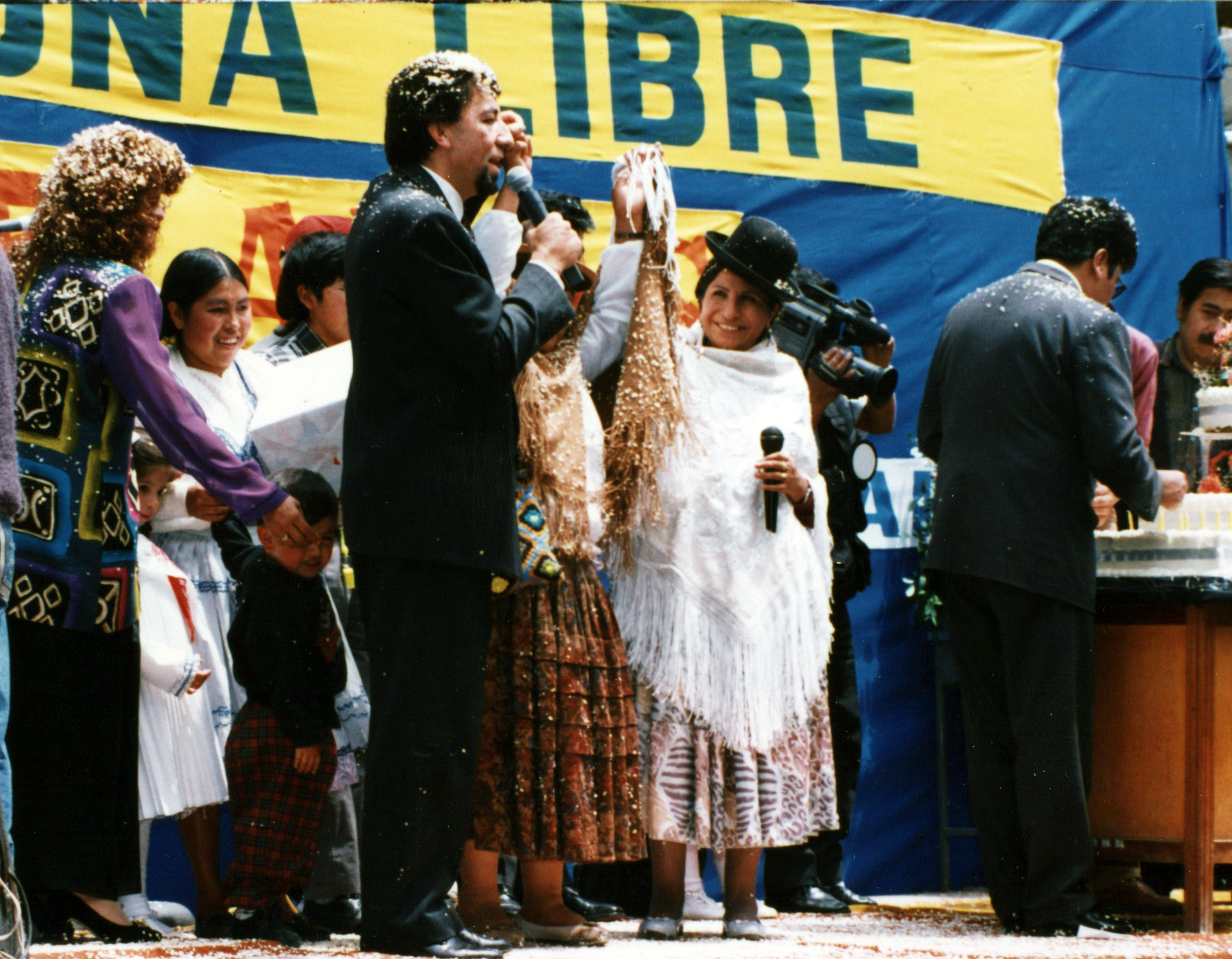
Remédios Loza durante uma proclamação política

- Petronila Infantes, lider sindical.
- Remédios Loza, política boliviana e deputada nacional.
- Nélida Sifuentes, política boliviana e senadora nacional.
- Bertha Acarapi, apresentadora de televisão.
- Chinchin, chola lutadora.
- Encarnación Lazarte, cantora e compositora
- A Justa, chef e apresentadora de televisão.
- Silvia Lazarte, política.
- Savina Cuéllar, política.
- Yola Mamani, locutora e ativista.
- Rosario Aguilar, advogada, política , ex vereadora e designer de moda.
- Maria Eugenia Choque, trabalhadora social e presidenta do Tribunal Supremo Eleitoral.
- Reveca Cruz, Presidenta do Concejo Municipal do Alto, 2018

## Cultura contemporânea

### Reivindicação identitária

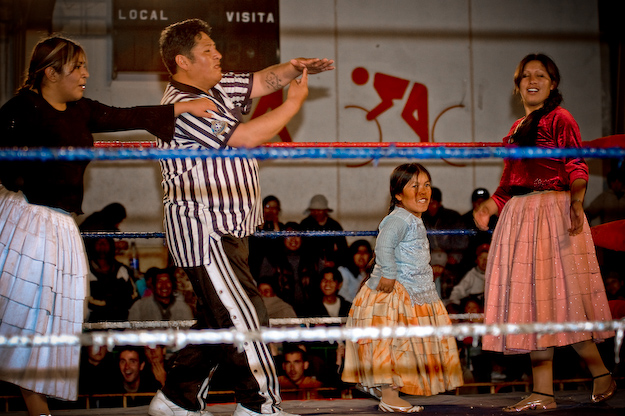
Cholas lutadoras

Pela prevalência do racismo, a auto-identificação das mulheres através do uso de roupas chola tornou-se uma reivindicação e resistência cultural, tendo conseguido que a adoção de roupas ocidentais contemporâneas deixa de ser obrigatória nos campos político, acadêmico, e no espetáculo e mídia.

#### Identidades transversais
Os processos de intercâmbio cultural significaram a conquista e apropriação de novas áreas protagonistas para essas mulheres. Se inicialmente seu espaço tradicional era a agricultura na área rural e o comércio na área urbana, elas têm tomado espaços estigmatizados como clubes de dança erótica, espaços considerados elitistas como a prática do golfe, e o andinismo, esportes nos quais costumavam desempenhar trabalhos de apoio secundários. Sua presença também é visível nos questionamentos aos papéis de gênero pois têm tomado espaços tradicionalmente ocupados por homens, como a construção, o ciclismo, o futebol, o transporte urbano, o transporte pesado e a luta livre. Sua presença é visível no transvestismo.
Assim como as cholas conquistaram o direito de se vestir como decidem ao acessar espaços anteriormente proibidos, o caminho inverso também é seguido, mulheres que adotam roupas para celebrações, acesso a fontes de trabalho ou legitimação como personagens representativos de sua comunidade diante dos processos políticos atravessados pelo país.

#### Migração
Com os processos de migração interna na Bolívia, se pode encontrar cholas com trajes regionais de todas as partes do país em cidades com maior dinamismo econômico como Santa Cruz, La Paz e Cochabamba. Seu uso tornou-se um fator de resistência ao racismo e regionalismo e um elo com suas comunidades de origem e grupos de migrantes. A migração internacional para países vizinhos como a Argentina e o Brasil também favoreceu a adoção dessas vestimentas nas cidades-sede dos migrantes, principalmente Buenos Aires e São Paulo, onde podem ser vistas nas atividades diárias e nas comemorações dos grupos residentes de bolivianos. A migração boliviana para a Espanha, que inicialmente significou o abandono definitivo do traje característico, também sofreu mutação e, embora o traje seja deixado para viajar, muitas mulheres o vestem quando se estabelecem no país europeu.

### Arte
O grafitti tem tomado a imagem da chola como personagem, e a vestimenta tem sido inspiração de obras de arte contemporânea. A personagem de história em quadrinhosSuper Cholita também é inspirada nestas mulheres.

### Moda
A vestimenta característica de chola historicamente tem sido inspiração para o desenho de roupa de moda para outras mulheres dentro e fora de Bolívia, um uso que poderia se ver como apropriação cultural ilegítima ou como uma inspiração. Também se destacaram novas designers focadas no desenho para cholas, sendo criada uma academia de modelos especializada em roupas de chola. Atualmente a vestimenta e a identidade da chola têm sido centro de actividades culturais, investigações e reflexões sobre a identidade e a miscigenação. As cholas bolivianas olham e compartilham suas roupas em diferentes áreas.

### Luta livre
A luta livre boliviana é uma prática muito popular no país. Começou-se a incluir cholas no espectáculo no início dos anos 2000. Na cidade de El Alto ficaram famosas as praticantes de luta livre denominadas cholitas lutadoras, sendo inspiração de videos e convertendo a atividade num atrativo turístico da cidade e como parte de campanhas publicitárias.

### Andinismo
A partir de 2015, um grupo de mulheres dedicadas ao turismo como apoio no trabalho dos guias, formou um grupo próprio de montanhismo. Eles são conhecidos como as cholitas alpinistas da Bolívia e já fizeram várias subidas de montanhas superiores a 6.000 metros

Cholas bolivianas
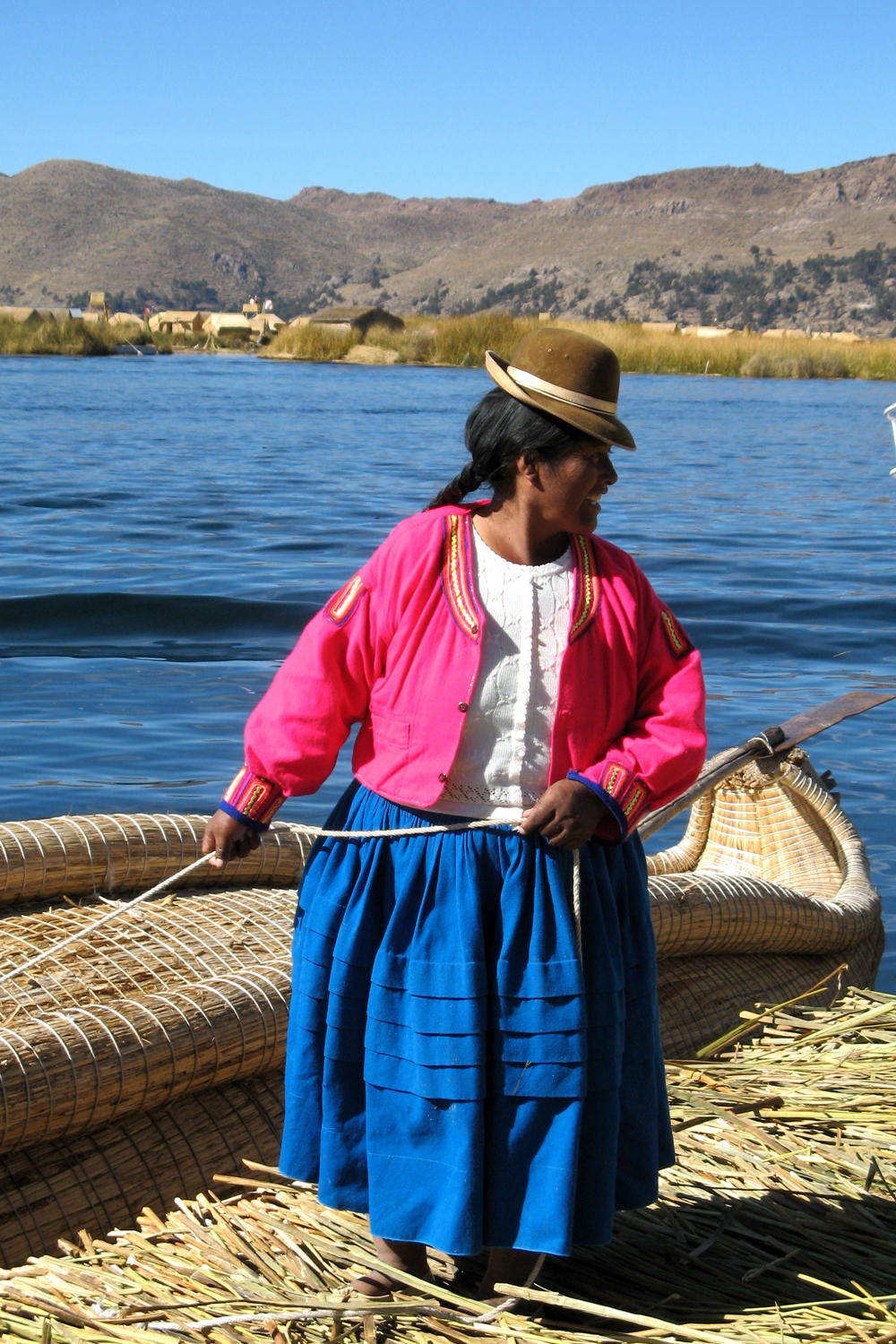
Chola Uro
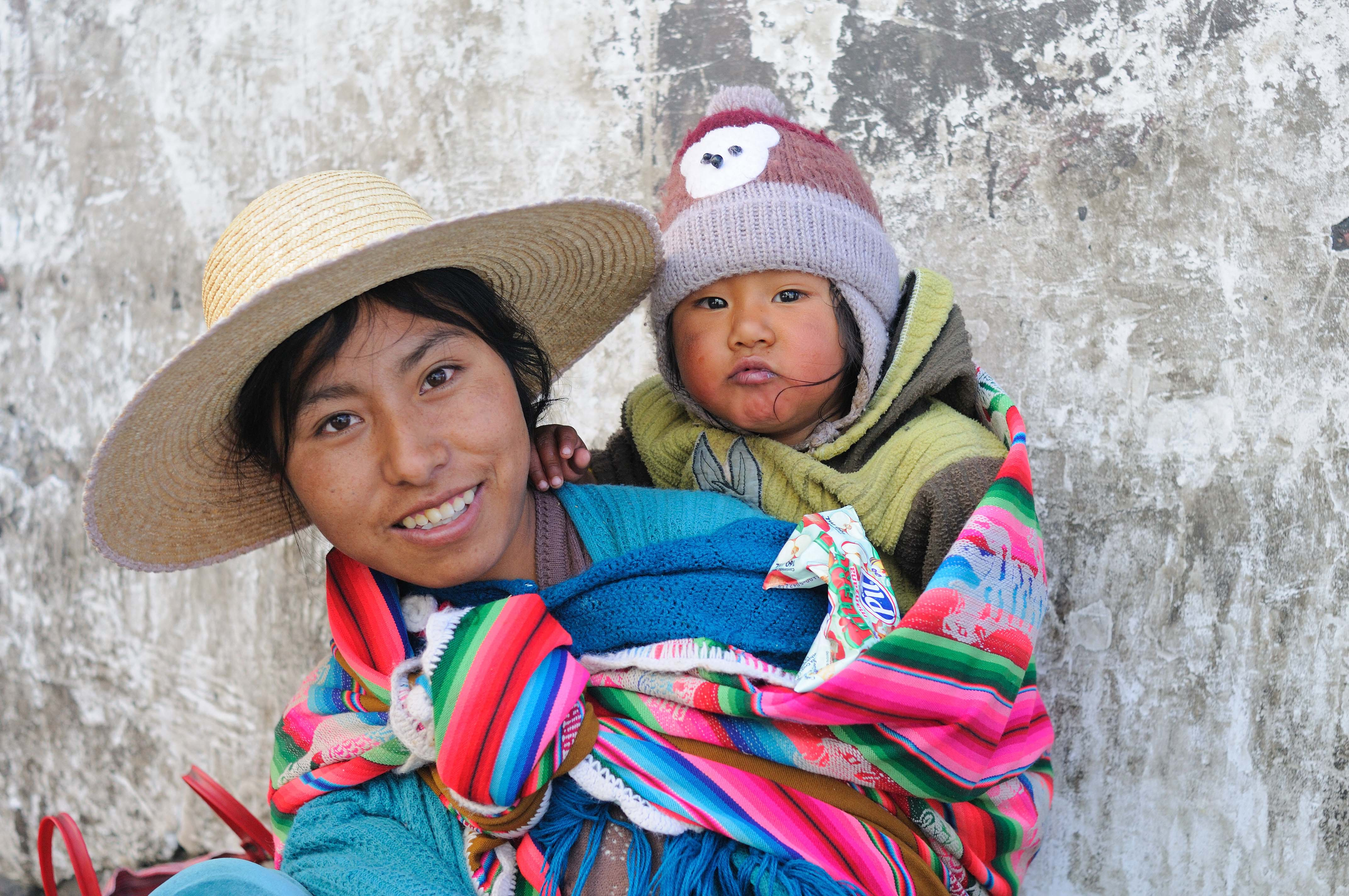
Jovem com bebé
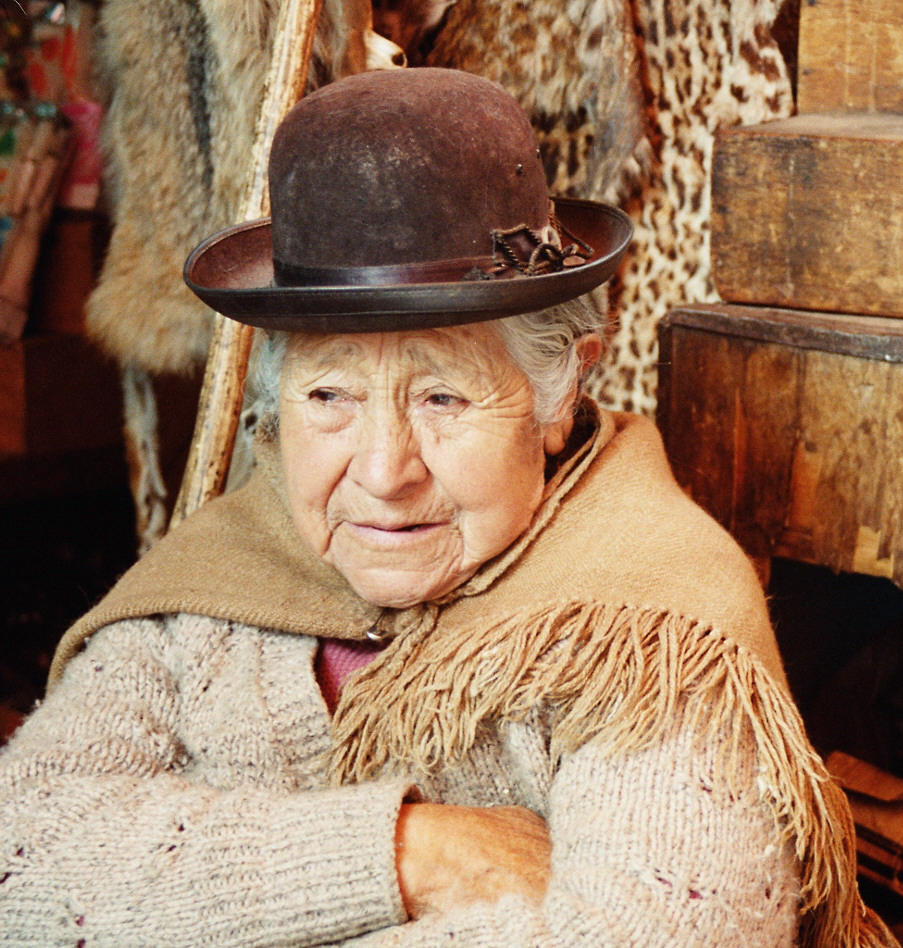
Chola paceña
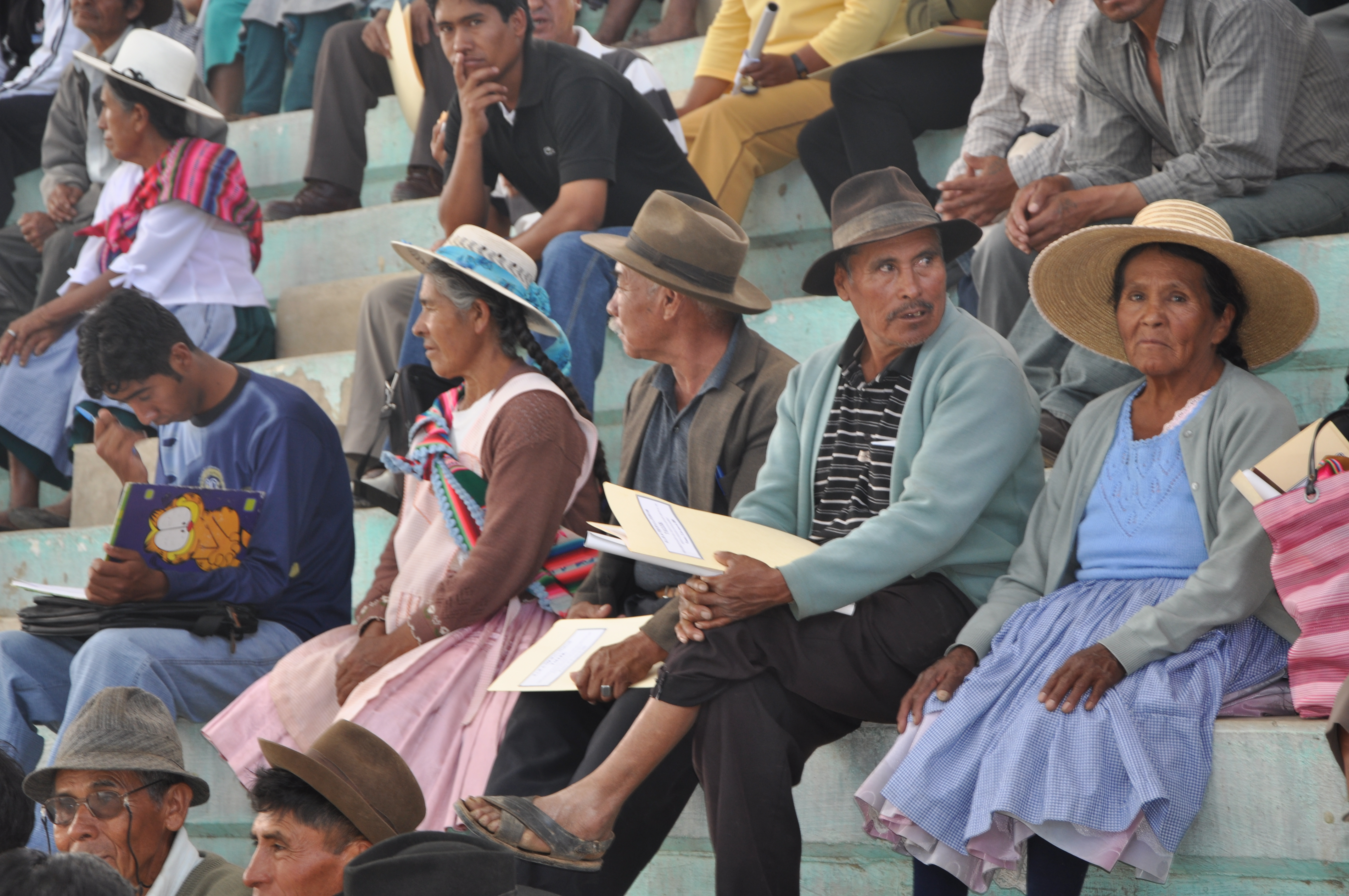
Chapéus de asa larga
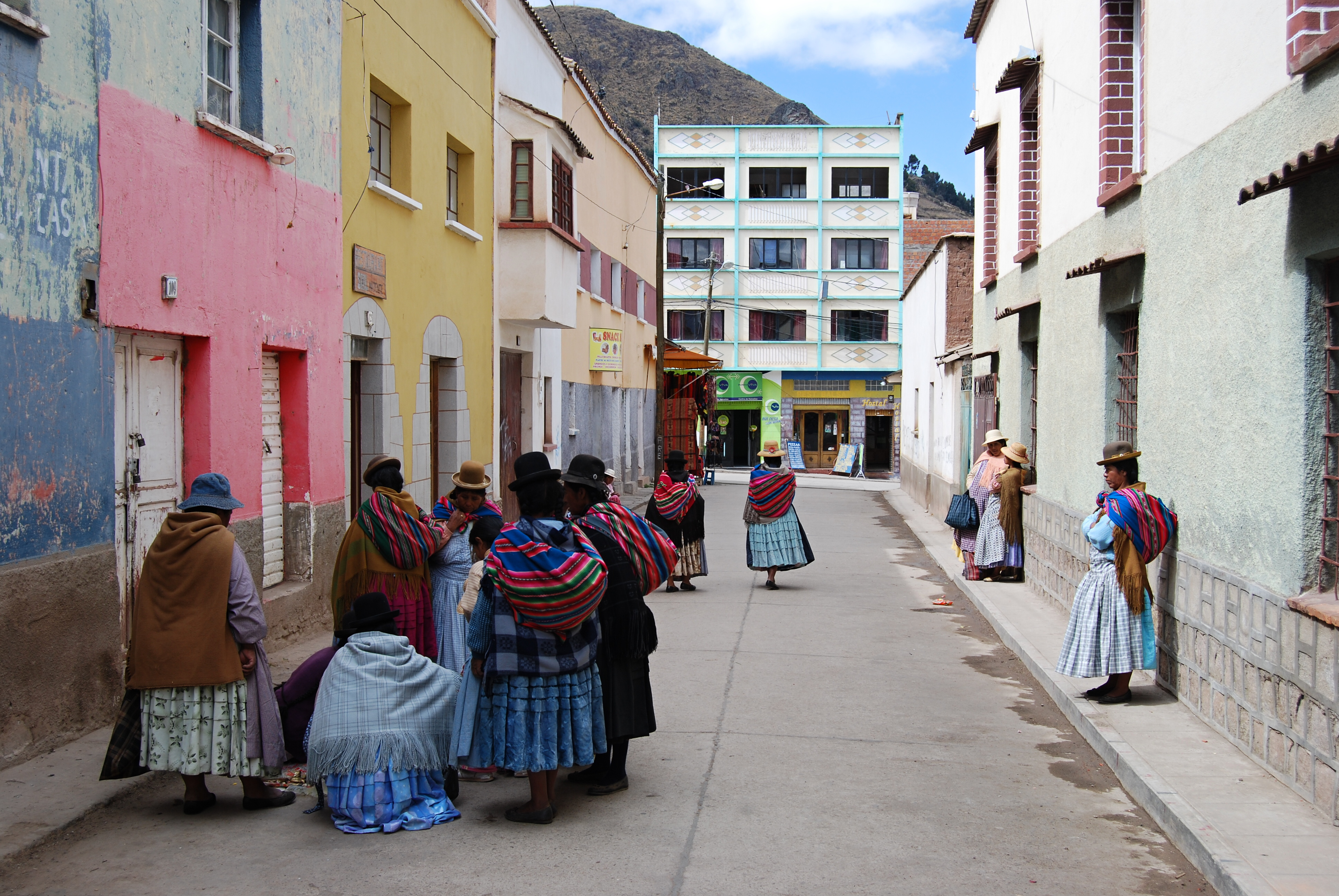
Cholas numa rua de Copacabana

## Danças folclóricas
Muitas danças folclóricas incluem personagens cujas roupas são inspiradas na chola. Alguns exemplos são a China Supay e a K'acha Viuda da Diablada e a morena chinesa da morenada e dos caporales. Da mesma forma, danças como a morenada incluem blocos inteiros de bailes de dança, assim como outras mulheres disfarçadas com trajes inspirados nas roupas das cholas urbanas dos séculos XVIII e XIX, chamadas de cholas antigas.

Cholas en bailes folclóricos
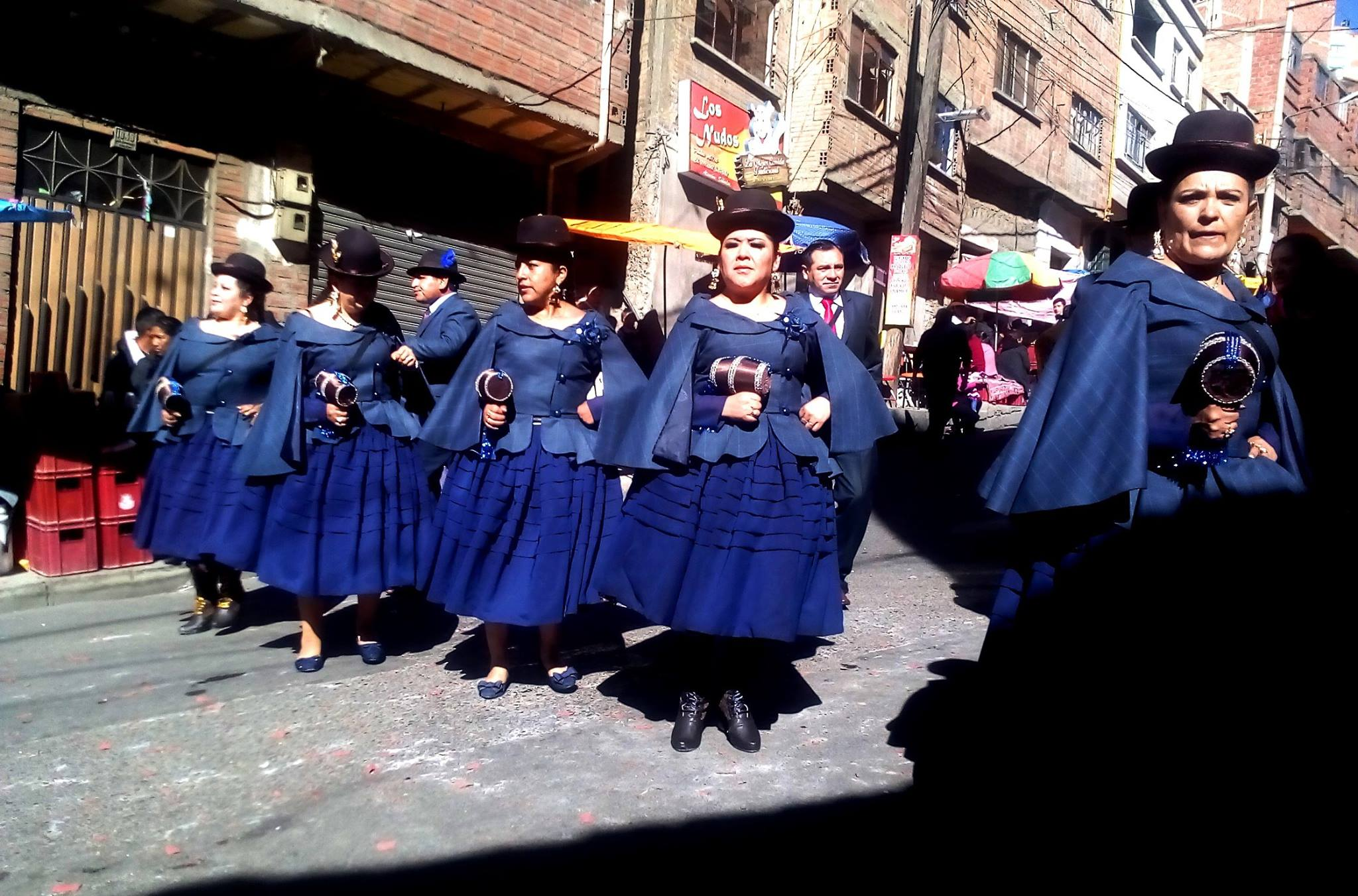
Cholas antigas na morenada
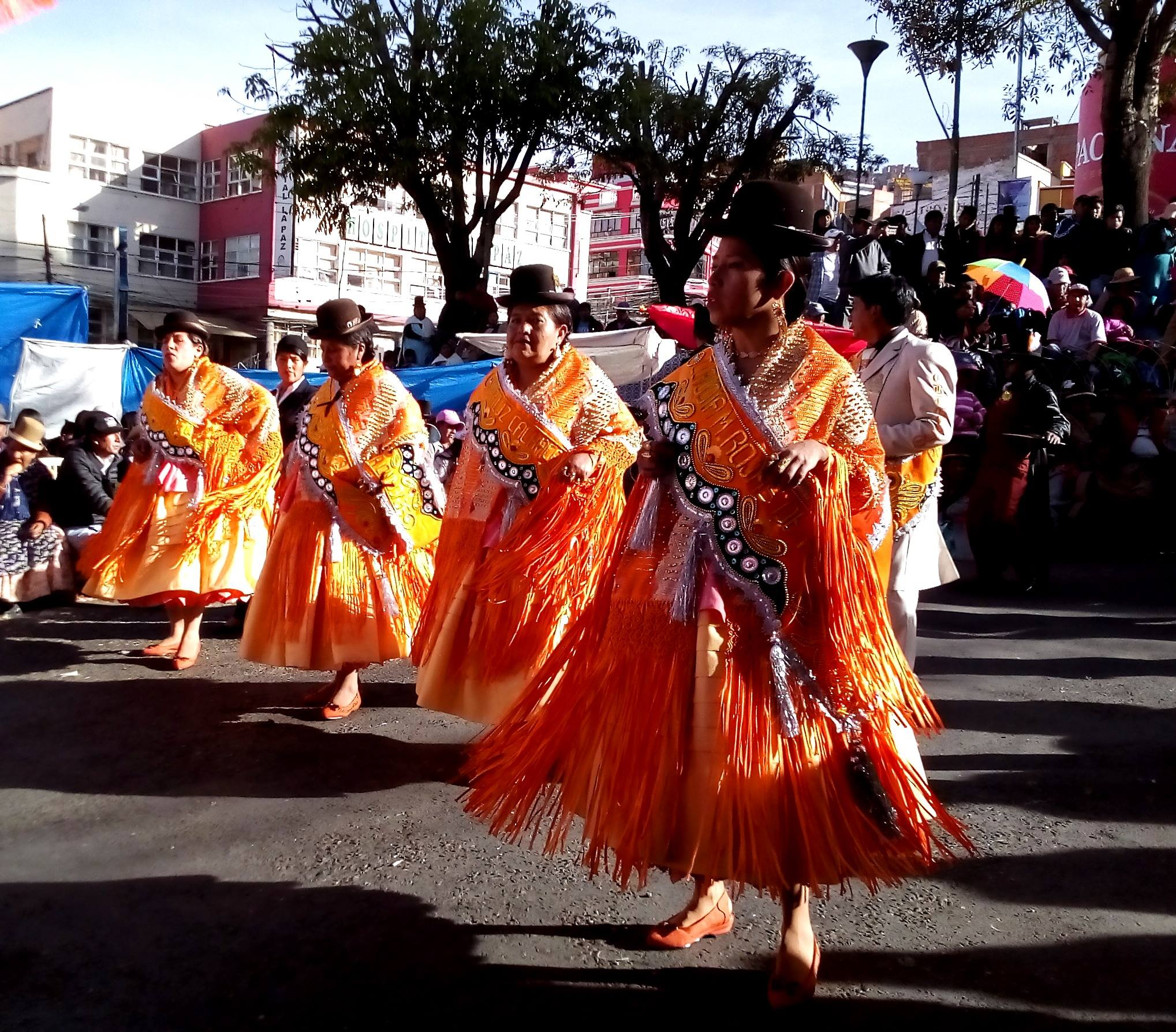
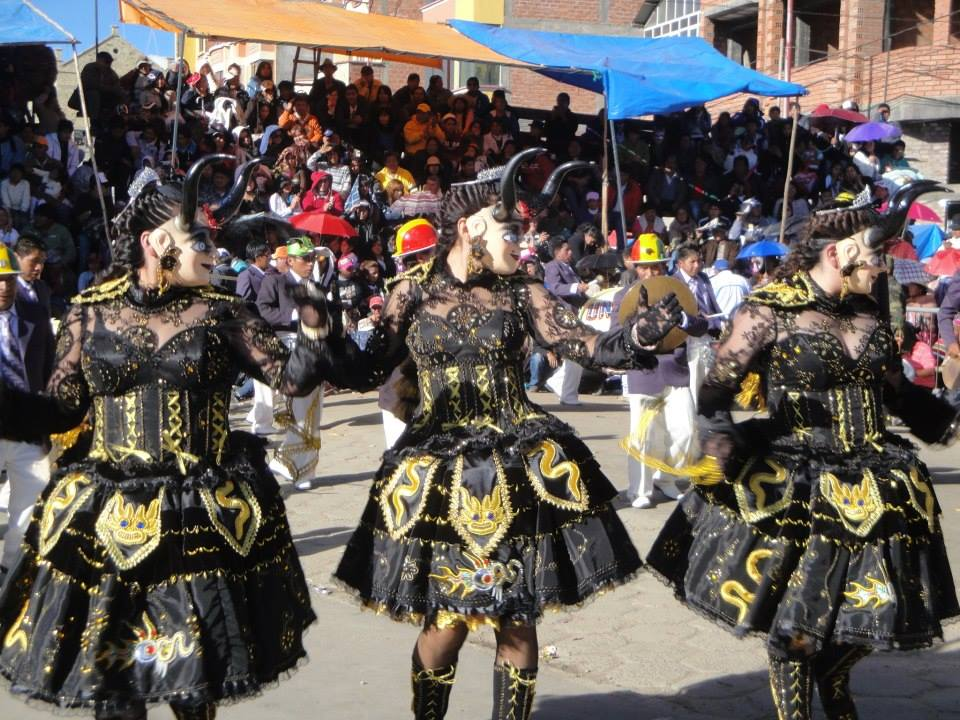
K'acha Viudas de la Ferroviaria
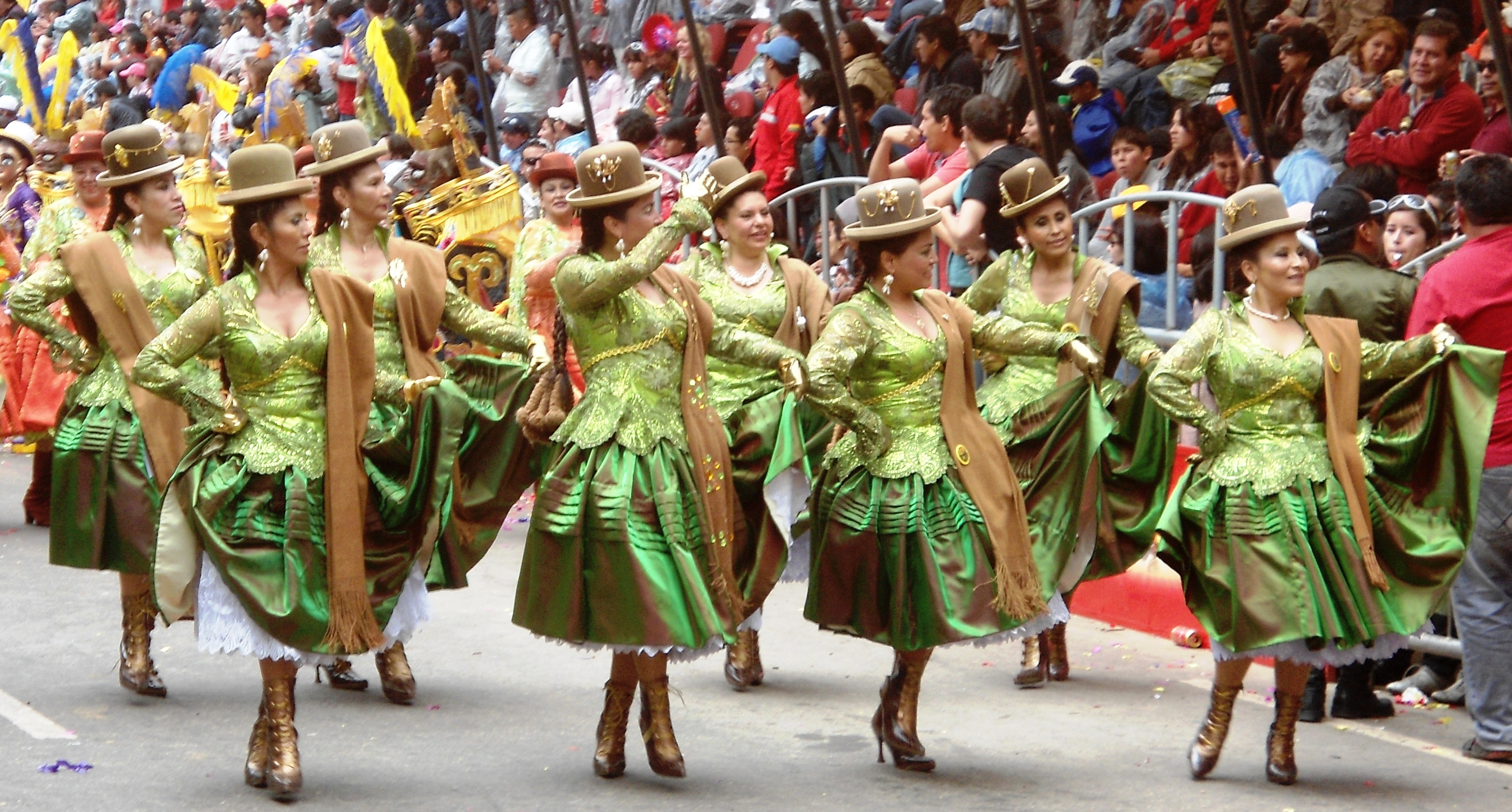
Dançarinas da morenada em entrada folclórica